# Claude Arrieu
Claude Arrieu (nacida como Louise Marie Simon, 30 de noviembre de 1903, París-7 de marzo de 1990) fue una prolífica compositora de música de cámara, orquestal,  vocal y de cine.
Estudió en el Conservatorio de París, obteniendo el primer premio de composición en 1932. En 1935 comenzó a trabajar para la Radio Francesa, donde permaneció hasta 1947, cuando se centró en la composición. Compositora prolífica, guarda en su música la fluideza y la elegancia de estructura que caracterizan al neoclasicismo francés, evitando la frivolidad a menudo concomitante.

## Biografía
Claude Arrieu estudió música clásica desde temprana edad. 
En 1924 entró en el Conservatorio de París, donde estudió piano con Marguerite Long, contrapunto con Georges Caussade, armonía con Noël Gallon, y composición con Jean Roger-Ducasse y Paul Dukas. En 1932 recibió el primer premio de composición.
Se interesó especialmente en las obras de Bach y Mozart y, posteriormente, de Igor Stravinsky. Sin embargo, Gabriel Fauré, Claude Debussy y Maurice Ravel fueron los compositores que más le inspiraron.
En 1935 se unió a al Servicio de los programas de la radiodifusión francesa (Service des programmes de la Radiodiffusion française), donde trabajó hasta 1947. Participó en el desarrollo de una amplia programación, incluyendo las series experimentales de radio de Pierre Schaeffer, La Coquille à planètes (1943-1944). En 1949 ganó el Prix Italia de la RAI por su obra Frédéric Général.
Tuvo un interés especial en la evolución del lenguaje musical y en los medios técnicos disponibles. Escribió música en todos los estilos, compuso obras tanto de música pura como de música para teatro, cine, radio y music hall, aportando su voz en cada situación, dramática o cómica, con un gusto particular por el ritmo y las imágenes. Vivacidad, claridad de expresión y un sentimiento natural para la melodía son sus sellos distintivos.

## Obra
Arrieu compuso conciertos para piano (1932) y para dos pianos (1934), dos conciertos para violín (1938 y 1949), para flauta (1946), trompeta y cuerdas (1965). También escribió la Petite suite en cinq parties (1945), el concierto para quinteto de viento y cuerdas (1962), la Suite funambulesque (1961), y variaciones para cuerda clásica (1970). 

### Música de cámara
Entre sus obras más destacadas para música de cámara están el trío para viento-madera (1936), la sonatina para dos violines (1937) y el cuarteto de clarinetes (1964). La sonatina para flauta y piano produjo una gran impresión en su primera interpretación a través de la radio en 1944 llevada a cabo por Jean-Pierre Rampal y H. Moyens.

### Música vocal
Aunque las obras instrumentales de Arrieu contribuyeron notablemente a su legado, su música vocal fue la que más destacó en su carrera. La voz le inspiró para adaptar numerosos poemas a la música, incluyendo trabajos de Joachim du Bellay, Louise Levêque de Vilmorin, Louis Aragon, Jean Cocteau, Jean Tardieu, Stéphane Mallarmé y Paul Éluard (enlace roto disponible en Internet Archive; véase el historial, la primera versión y la última).. Algunos de ellos incluyen Chansons Bas para voz y piano basado en poemas de Mallarmé (1937); Candide, música para radio con texto de Jean Tardieu basados en Voltaire; y Á la Libération, cantata de siete poemas de Paul Éluard sobre el amor en la guerra.

### Producción operística
Su primera ópera buffa Cadet Roussel con libreto de André de la Tourasse fue presentado en la ópera de Marsella el 2 de octubre de 1953. En 1960, La princesse de Babylone, una ópera buffa basada en la obra de Voltaire y adaptada por Pierre Dominica, fue aclamada por su originalidad lírica y espectáculo. 

### Obras para cine
Entre sus obras notables para cine se encuentran: Les Gueux au paradis (1946), Crèvecoeur (1955), Niok l'éléphant (1957), Merchands de rien (1958), Le Tombeur (1958), y Julie Charles (para televisión, 1974).

## Lista parcial de obras[3]
- 1932, Concerto pour piano et orchestre
- 1934, Partita pour orchestre
- 1936, Trio pour instruments vent
- 1938, Concerto pour violon et orchestre
- 1943, Sonatine pour flûte et piano (1943);
- 1943-1944, La Coquille à Planètes œuvre radiophoçnique en cillaboration avec Pierre Schaeffer
- 1945, Musique de scène pour L es Gueux au Paradis de G.-M. Martens et A. Obey; créé à Paris au Studio des Champs-Elysées
- 1947, Musique de scène pour Fête galante de B. Kochno, créé à Paris au Ballets des Champs-Elysées
- 1947, musique pour le film Les gosses mènent l'enquête•1948, Concerto pour 2 piano•1948, Frédéric Général, œuvre radiophonique sur un texte de J. Constant
- 1948, Sonate pour violon et piano
- 1949, Concerto pour violon et orchestre
- 1949, Noé, opéra sur un livret de A. Obey, créé à Strasbourg
- 1949, Suite pour cordes•1953, Cadet-Roussel, opéra-bouffe sur un livret d'A. de la Tourasse et G. Limozin, créé à Marseille
- 1953, Le Chapeau à musique, opérette enfantine en 2 actes sur un livret de Tourrasse et P. Dumaine (Radio-Télévision Française)
- 1953, Les deux rendez-vous, opéra-comique sur un livret de P. Bertin d'après Gérard de Nerval(1953 Office de Radiodiffusion-Télévision française)
- 1954, Pièce brève pour trompette et piano (1954);
- 1956, musique pour le film Haute Tension (1956).
- 1956, Sonate pour violon et piano
- 1959, La Cabine téléphonique opéra bouffe en 1 acte sur un livret de M. Vaucaire (radio-Télévision françaçse•1960, Arrangement et insrumentation de Zoroastre, tragédie en musique de Jean-Philippe Rameau, créé à Paris en 1960•1960, La princesse de Babylone, opéra-bouffe sur un livret de (P. Dominique d'après Voltaire, créé en 1960 à Reims
- 1961, Musique de scène pour Le Marchand de Venise de Cl.-A. Puget d'après Shakespeare, créé à Paris au Théâtre de France
- 1962, Quintette pour instruments vent
- 1971, Un clavier pour un autre opéra bouffe en 1 acte, sur un livret de Jean Tardieu, créé en Avignon en 1971
- 1980, Les Amours de Don Perlimpin et Belise en son jardin, imagerie lyrique en 4 tableaux sur un texte de Federico García Lorca, créé en 1980 à Tours
- Romances sur des textes de Clément Marot, Pierre de Ronsard, Louis Aragon, Max Jacob, Jean Cocteau, Jean Giraudoux, Francis Jammes etc

## Citas
Pierre Schaeffer escribió: Claude Arrieu es parte de su tiempo en virtud de una presencia, un instinto de eficiencia, una audaz fidelidad. Cualesquiera que sean los medios, conciertos o canciones, música para eventos oficiales, conciertos para la élite o para una multitud de espectadores, ella entregó emoción a través de una técnica impecable y una vigilancia espiritual, encontrando el camino al corazón.

## Distinciones
- Prix Italia (1949)